# Channa cyanospilos
Channa cyanospilos is een straalvinnige vissensoort uit de familie van de slangenkopvissen (Channidae). De wetenschappelijke naam van de soort is voor het eerst geldig gepubliceerd in 1853 door Bleeker.
De soort komt voor in zoetwatermoerassen in Sumatra.